# Adnet-Gruppe

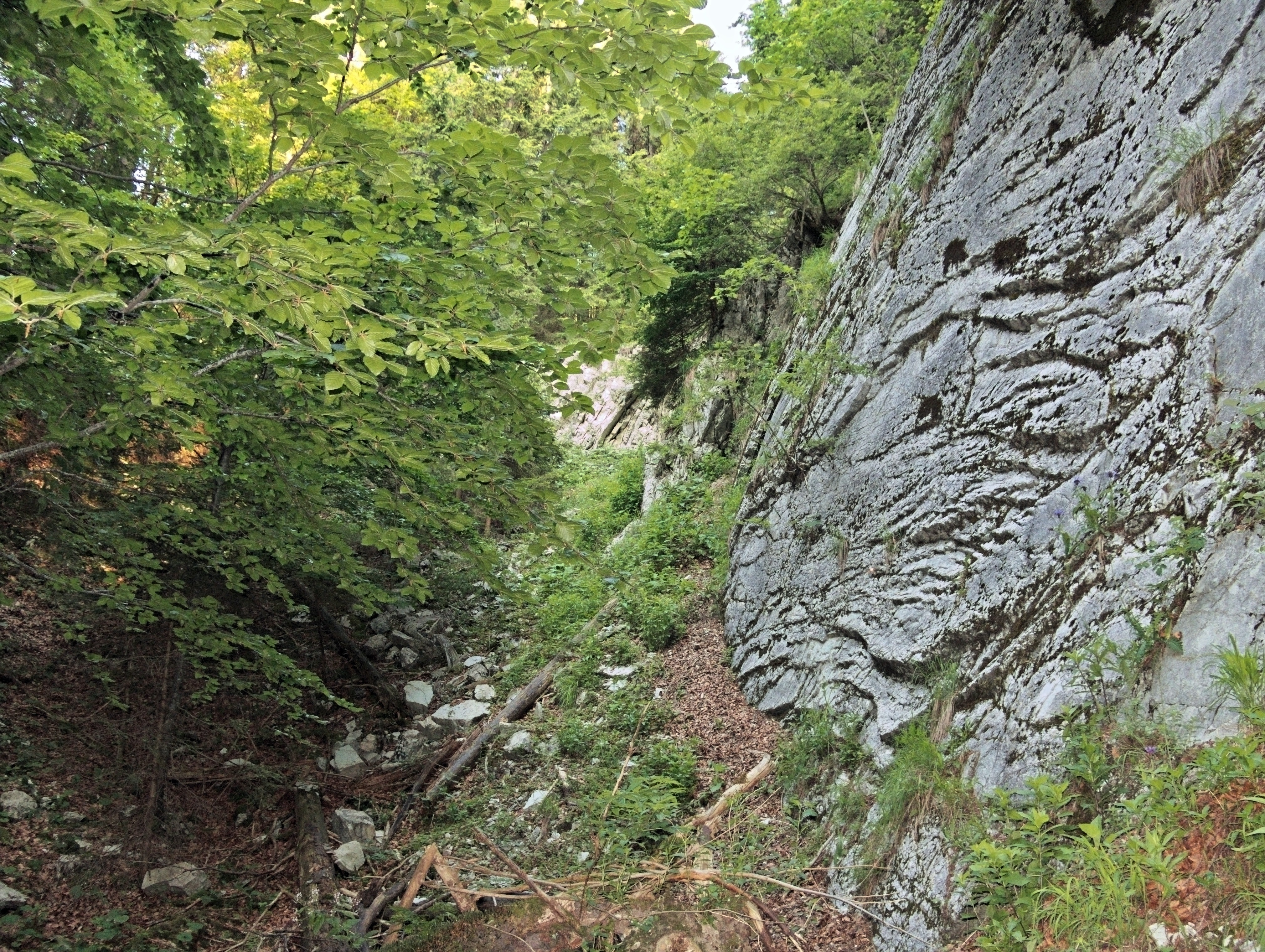
Die Typlokalität in den Ammergauer Wetzsteinbrüchen

Die Adnet-Gruppe ist eine lithostratigraphische Gruppe, die im Verlauf des Unterjuras in den Nördlichen Kalkalpen abgelagert worden war.

## Bezeichnung
Die Adnet-Gruppe ist nach Adnet im Land Salzburg bezeichnet worden.

## Erstbeschreibung
Der Begriff Adnet-Gruppe, vormals von Franz von Hauer noch als Adneter Marmor oder als Adneter Schichten bezeichnet und von Alexander Tollmann unter Adneter Kalk abgehandelt, wurde erstmals von Florian Böhm und Kollegen im Jahr 1999 in die wissenschaftliche Literatur eingeführt und im Jahr 2003 von ihm formalisiert und definiert.

## Vorkommen
Die Adnet-Gruppe ist in den gesamten ostalpinen Kalkalpen anzutreffen, sie konzentriert sich aber vor allem um ihre Typlokalität, die Steinbrüche bei Adnet südöstlich von Salzburg und die Osterhorngruppe (Tirolikum). Im tieferen Bajuvarikum (Frankenfelser Decke, Ternberg-Decke, Allgäu-Decke) ist sie, abgesehen von kleineren Ausnahmen, so gut wie nicht vorhanden.
Vorkommen im Einzelnen sind die Göller Decke südlich von Wien, der Rettenstein südlich vom Dachstein, die Dammhöhe östlich des Plassens, die Kratzalpe im Hagengebirge bei Golling, das Gebiet um Büchsenkopf und Jenner, die Wimbachklamm im Berchtesgadener Land, die Steinplatte (Kammerkehrgruppe), die Bayerischen Kalkalpen, das Fonsjoch westlich des Achensees, das Sonnwendgebirge in Tirol, der Marmorgraben im Karwendel und andere mehr.

## Stratigraphie
Die Adnet-Gruppe folgt stratigraphisch auf den Oberrhätkalk, die rhätische Kössen-Formation oder die Kendlbach-Formation des Hettangiums. Ihre Untergrenze wird durch einen markanten Fazieswechsel gekennzeichnet – von grauen neritischen Karbonaten (mikrofaziell bestehend aus Boundstones, Rudstones, Packstones und Grainstones) hin zu hemipelagischen, bunt gefärbten Sedimenten (bestehend vorwiegend aus Wackestones und Mudstones).
Die Gruppe geht nahtlos in die sehr kondensierte Klaus-Formation (Dogger) über
und kann auch von der Ruhpolding-Gruppe (Callovium bis Tithonium) überlagert werden. Der Übergang in die Klaus-Formation ist aufgrund von subtilen Faziesänderungen problematisch, die Grenze zu den kieseligen Radiolariten der Ruhpolding-Gruppe aber durch den prägnanten Fazieswechsel eindeutig und oft noch durch eine dazwischengeschaltete Eisen-Mangan-Krustenlage hervorgehoben.
Seitwärts kann sich die Adnet-Gruppe mit den distalen Beckensedimenten der Scheibelberg-Formation verzahnen (vermittels der Adnet-Formation), im Süden auch mit dem Sachrang-Member der Allgäu-Formation (vermittels des Scheck-Members). Seitliche Übergänge bestehen auch zur Enzesfeld-Formation (Verzahnung mit der Schnöll-Formation) und dem Hierlatzkalk (Übergang zum Lienbach-Member), der von einigen Autoren ebenfalls zur Adnet-Gruppe gestellt wird.

### Gliederung
Die Adnet-Gruppe setzt sich aus der Schnöll-Formation des Hettangiums im Liegenden und der Adnet-Formation (Sinemurium bis Aalenium) im Hangenden zusammen. Die Schnöll-Formation besteht ihrerseits aus dem Langmoos-Member und dem Guggen-Member. Die Adnet-Formation unterteilt sich in die äquivalenten  Schmiedwirt-Member, Lienbach-Member und Motzen-Member des Liegenden und in das Kehlbach-Member, das Scheck-Member und das Saubach-Member des Hangenden.
Die Untergliederung der Gruppe gestaltet sich wie folgt (vom Hangenden zum Liegenden):
- Adnet-Formation
  - Saubach-Member
  - Scheck-Member
  - Kehlbach-Member
  - Lienbach-Member – Motzen-Member – Schmiedwirt-Member
- Schnöll-Formation
  - Guggen-Member
  - Langmoos-Member

## Lithologie

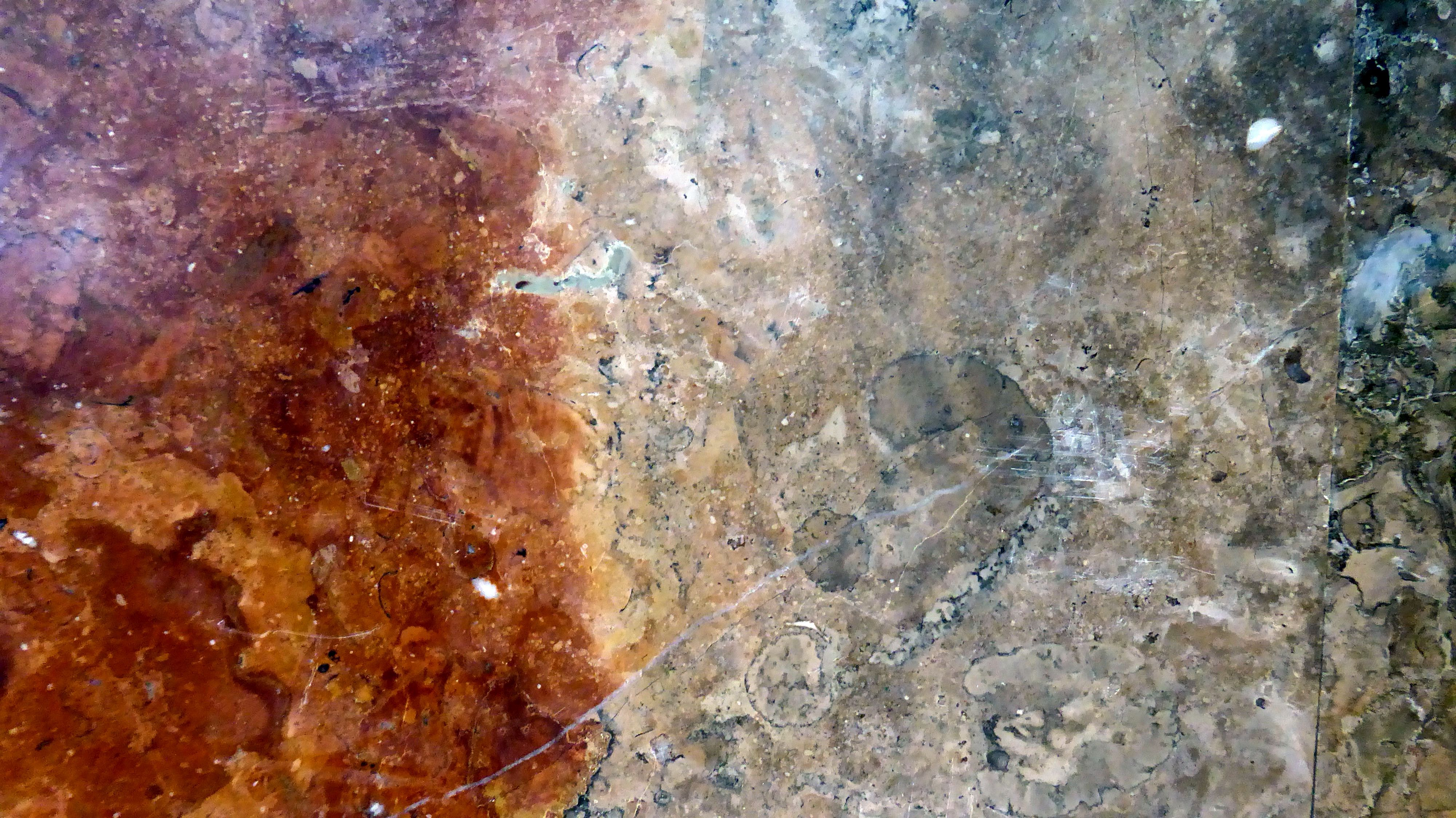
Rotgraue Schnöll-Formation, Adnet-Gruppe

Lithologisch baut sich die Adnet-Gruppe hauptsächlich aus Kalken und Mergeln auf, es können aber auch Brekzienhorizonte eingeschaltet sein. Die Farbgebung ist vorwiegend rot oder buntfarben und die Erscheinungsform ist knotig. Ihre Bankung ist dünn und geht bis in den mittleren Bereich, dicke Bänke sind selten. Mikrofaziell herrschen Mudstones und Wackestones vor, Packstones sind seltener. Hauptkomponenten des Gesteins sind hemipelagische Faunenelemente und Intraklasten. In der Typusregion setzen sich die Brekzienkomponenten aus Intraklasten der direkt unterlagernden Liasgesteine zusammen.

### Mächtigkeiten
Die Mächtigkeiten der Adnet-Gruppe sind starken Variationen unterworfen. Dies erklärt sich durch wandernde Depotzentren, die sedimentäre Anlagerung über die bestehende rhätische Topographie, Erosion während des Sedimentationsprozesses und Kippschollentektonik. Die maximale Mächtigkeit der Gruppe wird auf 40 bis 50 Meter geschätzt. Sie kann sich aber beträchtlich reduzieren, so wurden beispielsweise bei einer Bohrung in Vigaun südlich von Adnet nur noch 5 Meter angetroffen.

## Fazies
Die liegende Schnöll-Formation bildete einen Sedimentkeil am Hangfuß des ertrunkenen Oberrhätkalkriffs. Die darüber folgende Adnet-Formation dehnte sich wesentlich weiter aus und hielt sich ohne größere fazielle Veränderungen vom Sinemurium bis ins Aalenium. Das Langmoos-Member der Schnöll-Formation wird durch Kieselschwämme charakterisiert, wohingegen für das folgende Guggen-Member Crinoidenschutt ausschlaggebend ist. Dieser Fazieswechsel findet sich auch in der zeitgleichen Kendlbach-Formation und deutet auf einen regional bedeutsamen Wechsel der Umweltbedingungen, wie beispielsweise Durchlüftung, Strömungsaktivität und Nährstoffgehalt, im Anschluss an das Ertrinken der Karbonatplattformen an der Trias-Jura-Grenze. Die drei äquivalenten Member Lienbach, Motzen und Schmiedwirt der Adnet-Formation bildeten sich gleichzeitig an verschiedenen Stellen des Riffabhangs und des anschließenden Beckens. Das Kehlbach-, Scheck- und Saubach-Member sind eine Abfolge mit zunehmenden pelagischen Sedimentationscharakter. Eingeschaltete Brekzienlagen, wie z. B. im Scheck-Member, sind Anzeichen einer tektonisch gestörten Sedimentation – Unruhen, die ihren Höhepunkt im späten Pliensbachium und frühen Toarcium fanden. Der pelagische Vertiefungstrend setzte sich sodann in der Klaus-Formation mit ihren planktonischen Kalken und in der Ruhpoldinger Radiolaritgruppe weiter fort.

### Interpretationen
Die Adnet-Gruppe wird als Beispiel für Tiefenwassersedimentation angesehen und setzt sich faziell deutlich von ihrer Unterlage aus Flachwasserkalken ab. Sie gilt als Paradebeispiel für das Ertrinken einer Schelfplattform. Die enthaltenen Brekzienlagen werden neuerdings als untermeerische Massenströme (Englisch debris flows) interpretiert, welche im Zusammenhang mit dem Zerbrechen der Plattform durch tektonische Bewegungen ausgelöst wurden. Vergleiche mit dem tektonisch weniger gestörten Südalpin führten zu einem Becken- und Schwellenmodell mit respektive mächtigen Grau- und dünnen Rotfolgen.

## Fossilien

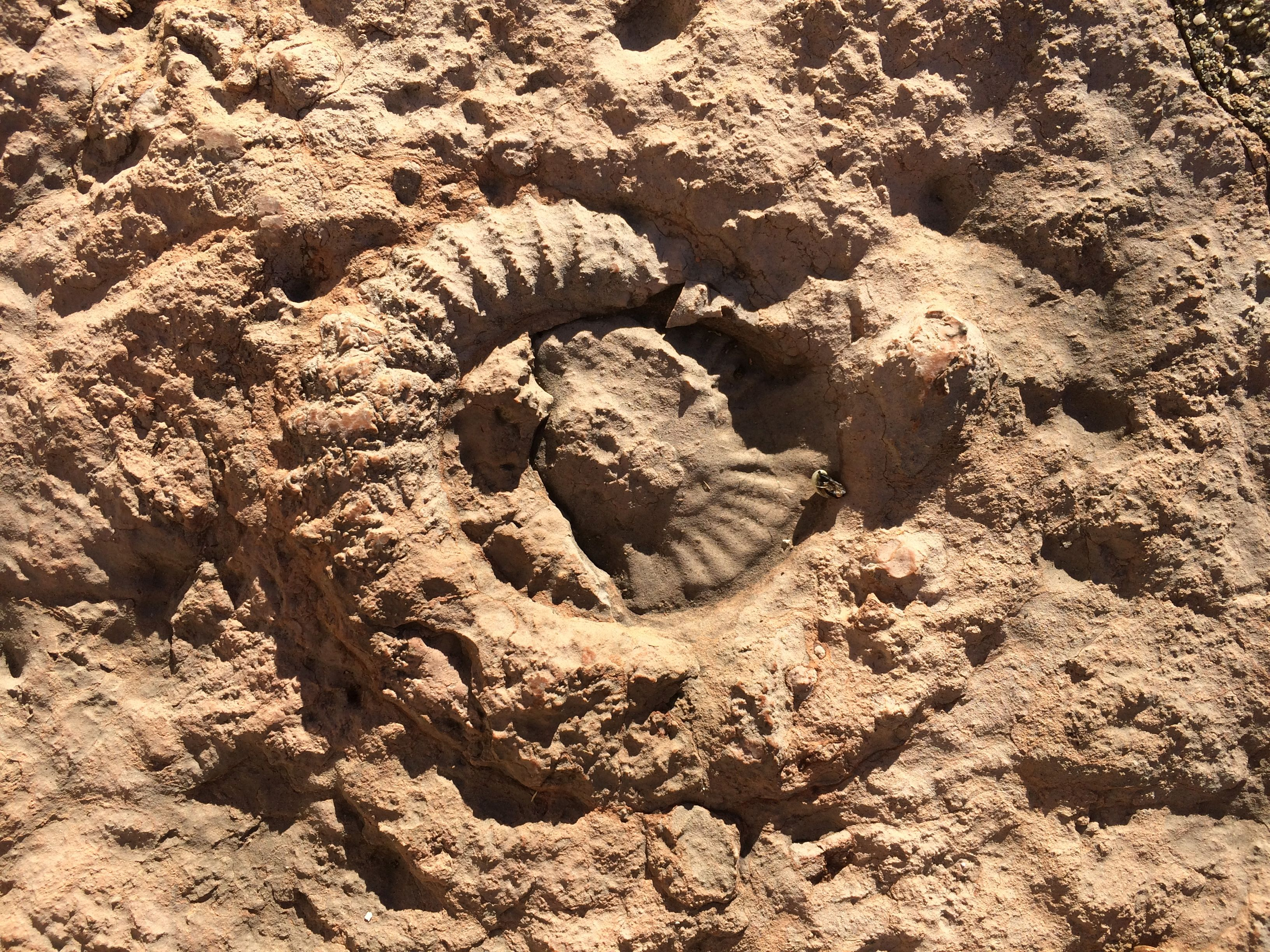
Ammonit der Adnet-Gruppe aus dem Wimbergbruch

Die Adnet-Gruppe ist recht reich an benthischen als auch pelagischen Makro- und Mikrofossilien. Ammoniten finden sich in der gesamten Gruppe, Brachiopoden, Kieselschwämme und Foraminiferen sind sehr häufig in der Schnöll-Formation. Echinodermen (Crinoiden), Gastropoden und Ostrakoden sind ebenfalls recht gängig, Belemniten und Zähne von Wirbeltieren (Ichthyosaurier und Placodontia) treten jedoch nur sporadisch auf. Die Nannofossilien werden von dem problematischen Taxon Schizosphaerella repräsentiert. Coccolithen gewinnen zusehends an Bedeutung im Hangenden der Adnet-Formation. Die pelagische Bivalve Bositra bildet Muschellagen im Saubach-Member. Bisher wurde noch keinerlei benthische Flora entdeckt – eine Ausnahme bilden seltene Stromatolithenlagen im Liegenden der Adnet-Formation, die aphotische Mikrobialiten darstellen dürften.

## Alter
Die Adnet-Gruppe umspannt den Zeitraum Hettangium bis Aalenium, d. h. in etwa die Spanne von 201 bis 171 Millionen Jahren. Zwischen der oberen Planorbis-Zone (Psiloceras planorbis) und der Opalinum-Zone (Leioceras opalinum) oder der Murchisonae-Zone (Ludwigia murchisonae) sind sämtliche Ammonitenzonen verwirklicht.

## Verwendung
Die roten Kalke der Adnet-Gruppe fanden bereits ab dem Mittelalter Verwendung als dekorative Bau-, Denkmal- und auch Skulptursteine und wurden in zahlreichen Bauten in Deutschland, Polen und Tschechien, vor allem aber in Österreich eingesetzt.